# المار کورکو
المار کورکو (به استونیایی: Elmar Korko) (زادهٔ ۸ فوریه ۱۹۰۸ – درگذشتهٔ ۱۰ ژوئیه ۱۹۴۱) قایقران روئینگ اهل استونی بود.
وی در مسابقات روئینگ تک نفره بازی‌های المپیک تابستانی ۱۹۳۶ شرکت کرد. کورکو در طول جنگ جهانی دوم توسط سربازان شوروی اعدام شد.